# Сиртсеј
Сиртсеј (исл. Surtsey; односно „Суртрово острво“) је вулканско острво у северном делу Атлантског океана, на око 32 км јужно од обала Исландa чија је уједно и најјужнија тачка. Настало је као последица снажне подморске вулканске ерупције која је започела 10. новембра 1963. на дубини од 130 метара. Већ 14. новембра 1963. контуре острва појавиле су се на површини океана. Ерупције су трајале све до 5. јуна 1967. и тада је новонастало острво имало димензије од 2,7 км². Под утицајем интензивне еолске ерозије и абразије његове димензије су се смањивале, тако да је 2002. површина острва износила свега 1,4 км².
Острво је названо према митолошком Суртру (или Сурту), божанству ватре (исл. jötunnu) из нордијске митологије. Како је такав релативно брз процес „рађања острва“ веома ретка појава, у време ерупција Сиртсеј је био место истраживачких радова вулканолога из целог света. Већ након 1967. на острву су почеле да се појављују и први биљни и животињски екосистеми. Биолози су утврдили да је прво семе биљака на острво доспело путем ветра, а прве животне форме које су се појавиле на острву (у време док су још увек трајале ерупције) биле су маховине, бактерије и гљиве. Већ 1965. појавиле су се и прве сложеније биљне формације којих је до 1975. већ било око 10 врста. До 2004. на острву је регистровано око 60 сложенијих биљних заједница, око 75 врста маховина, 71 врста лишаја и 24 врсте гљива. Фауну чини 335 врста кичмењака и 89 врста птица од којих се 57 врста размножава и на другим локалитетима широм Исланда.
Сиртсеј се у научној литератури често назива и „најмлађим острвом на свету“. Од 2008. налази се на листи Унесковој листи Светске баштине у Европи. Да би се новоформирани екосистем сачувао у изворном стању, посете острву су строго ограничене искључиво на научне експедиције.

## Геологија

### Настанак
Ерупција која је довела до настанка острва није била очекивана, а почела је неколико дана пре него што је постала очигледна на морској површини. Морско дно на месту ерупције је 130 m испод површине мора, а на овој дубини вулканске емисије и експлозије буду потиснуте, угашене и распршене притиском и густином воде. Постепено, како су нови лавични токови стварали гомилу материјала који се приближавао површини мора, експлозије се више нису могле обуздати, а активност је избила на површину.
Прве уочљиве индикације вулканске активности забележене су на сеизмичкој станици у Киркјубејарклаустуру на Исланду, од 6. до 8. новембра 1963. године. На станици су детектовани слаби потреси потекли из епицентра удаљеном 140 km у правцу запад-југозапад, локација Сиртсеја. Друга станица, у Рејкјавику, забележила је 12. новембра још слабије потресе у трајању од десет сати са неутврђене локације, када је сеизмичка активност престала до 21. новембра. Истог дана, људи у приморском граду Вику удаљеном 80 km осетили су у ваздуху карактеристичан мирис водоник-сулфида. 13. новембра, осетљиви термометри на рибарском броду регистровали су је да је температура мора на 3,2 km југозападно од центра ерупције била 2,4 °C виша од околних вода.

### Стално острво
Почетком 1964. године, ерупције у континуитету изградиле су острво до такве величине да морска вода више није могла лако да допре до вулканских отвора. У исто време вулканска активност постала је много мање експлозивна. Фонтане и токови лаве постали су главни облик активности. Овакав вид активности довео је до формирања чврстог покривача, од стена изузетно отпорних на ерозију, који је покрио већи део растресите вулканске гомиле. Ово је знатно успорило процес абразије на новонасталом острву. Ефузивне ерупције наставиле су се до 1965. године, када је острво имало површину од 2,5 km2.
28. децембра 1963. године почела је подморска вулканска активност североисточно од Сиртсеја. Ова вулканска активност условила је формирање 100 m високог гребена на морском дну. Овај гребен назван је Суртла. Ерупције на Суртли завршиле су се 6. јануара 1964. и он никада није достигао ниво мора. Од престанка ерупција Суртла је еродирана са своје минималне дубине од 23 m испод нивоа мора до 47 m испод нивоа мора.